# ميتال أفانت جارد
افانت جراد Avant-garde لون من ألوان موسيقى الروك.
يستخدم في هذا النوع من الموسيقي الآلات الموسيقية المعاصرة ويمكن اعتباره ضمن موسيقي الميتال التجريبية (Experimental Metal)ويعتمد علي استخدام عناصر أو آلات غير تقليدية وتجريبية جديدة